# Zaza Fournier
Zaza Fournier (ur. 9 listopada 1984 w Paryżu) – francuska piosenkarka.
Córka profesora lingwistyki i graficzki.
Debiutowała w 2008 albumem Zaza Fournier.

## Dyskografia
- Zaza Fournier (2008)
- Regarde-moi (2011)
- Le départ (2015)